# Futebol Clube de São Marcos
O Futebol Clube de São Marcos é um clube de futebol português, localizado na freguesia de São Marcos da Ataboeira, município de Castro Verde, distrito de Beja.

## História
O clube foi fundado em 1988 e o seu presidente actual chama-se Joel Tomé.

## Ligas
- 2005- 2006 - 1ª divisão da Associação de Futebol de Beja (11.º lugar, 29 pts)
- 2006- 2007 - 1ª divisão da Associação de Futebol de Beja

## Antigos jogadores
- Pitico
- Mané
- Bruno Xavier
- Redouane Hajry
- Jorge Cadete
- Calita
- Fernando Mendes

## Campo de Jogos
Par os seus jogos caseiros, o clube utiliza o Campo João Celorico Drago (campo pelado, terra batida, com capacidade para 500 espectadores).

## Marca do equipamento desportivo
A equipa do Futebol Clube de São Marcos utiliza equipamento da marca Patrick.